# Candidat à l'amour
Candidat à l'amour (Fairfield Road) est un téléfilm américain réalisé par David Weaver et diffusé le 11 septembre 2010 sur Hallmark Channel.

## Fiche technique
- Titre original : Fairfield Road
- Titre français : Candidat à l'amour
- Réalisation : David Weaver
- Scénario : Tracy Rosen
- Photographie : Boris Mojsovski
- Musique : Ian Thomas
- Pays : États-Unis
- Langue : anglais
- Durée : 89 minutes
- Date de première diffusion :  États-Unis : 2010

## Distribution
- Jesse Metcalfe (VF : Emmanuel Garijo) : Noah McManus
- Natalie Lisinska (VF : Barbara Kelsch) : Hailey Caldwell
- Brandon Firla (en) (VF : Constantin Pappas) : Randall
- Richard Leacock : Mitchell Connelly
- Rob deLeeuw (en) : Jesse
- Boyd Banks : Doug
- Maria Ricossa : Mayor Grantt
- Matthew Edison (en) (VF : Stéphane Pouplard) : Elliot Larkin
- Natalie Brown (VF : Nathalie Spitzer) : Wendy Greenhill
- Chick Reid : Lillian Peabody
- Derek McGrath (VF : Roger Carel) : Sam Peabody

 Source et légende : version française (VF) sur RS Doublage et selon le carton de doublage télévisuel.